# Ranunculus weyleri
Ranunculus weyleri är en ranunkelväxtart som beskrevs av Mares. Ranunculus weyleri ingår i släktet ranunkler, och familjen ranunkelväxter. Inga underarter finns listade i Catalogue of Life.